# Mięsień uszny tylny
Mięsień uszny tylny (łac. musculus auricularis posterior) – w anatomii człowieka parzysty, podłużny mięsień wyrazowy głowy, należący do mięśni małżowiny usznej. Przyczepia się do kresy karkowej górnej i wyrostka sutkowego kości skroniowej, następnie biegnie do przodu i kończy się w tylnej ścianie małżowiny usznej. Unerwiony jest przez nerw uszny tylny (od nerwu twarzowego). Jest mięśniem szczątkowym, zmiennym, słabym i bez większego znaczenia czynnościowego (może pociągać ucho do góry i do tyłu).